# Naguanagua (khu tự quản)
Naguanagua là một khu tự quản thuộc bang Carabobo, Venezuela. Thủ phủ của khu tự quản Naguanagua đóng tại Naguanagua. Khự tự quản Naguanagua có diện tích 188 km2, dân số theo điều tra dân số ngày 21 tháng 10 năm 2001 là 132368 người.